# Ron LaSalle
Ron LaSalle (* in Niagara Falls (New York)) ist ein US-amerikanischer Rocksänger und Musikproduzent.

## Leben
LaSalle spielte im Alter von vierzehn Jahren professionell Bass und trat regelmäßig mit Blues- und Rhythm-and-Blues-Bands seiner Heimatstadt auf. Später gründete er die Band The East Side Rockers, mit der er zehn Jahre lang um die dreihundert Auftritte jährlich absolvierte.
Danach ging er nach Toronto, um sich auf das Schreiben von Titeln zu konzentrieren. Hier entstand seine erste Single Only the Strong Survive. In Nashville nahm er dann für EMI mit Musikern wie Garry Tallent und Max Weinberg, Richard Leigh, Bucky Baxter, George Marinelli, Jack Keller, Dennis Robbins und Buddy Blackmon auf.
Er gründete die Truth Management Company und kurz danach mit Garry Tallent und Tim Coats das Label D'Ville Records, bei dem Musiker wie Greg Trooper und Steve Conn veröffentlichten.
2001 erschien sein erstes eigenes Album Too Angry to Pray, das unter die Top 20 der Roots Rock/Americana-Listen in fünfzehn Bundesstaaten kam. 2007 folgte das Album Nobody Rides for Free, bei dem er verstärkt auf seine Wurzeln in der Bluesmusik zurückgriff.